# Gel 2000
Gel 2000 est une enseigne de grande distribution française spécialisée dans la distribution de produits surgelés. 
La marque est la propriété de la société Gimbert Surgelés. 

## Histoire
Le premier magasin est ouvert en 1974 par Guy Maheux, le fondateur de l'enseigne.
En 1986, l'entreprise prend le contrôle du réseau de magasins Vik, et au début des années 1990, elle se lance en Allemagne, en Belgique et en Italie. Gel 2000 est alors second acteur dans les surgelés, derrière Picard.
Mais à partir de 1992, dernière année bénéficiaire, le groupe doit faire face à la concurrence des hypermarchés et à un endettement important. Il vend alors ses filiales belge (Frice 2000), italienne (Gel Market) et allemande, réduit le nombre de magasins Vik de 80 à 45 magasins, et ferme une cinquantaine de points de vente Gel 2000, passant ainsi de 460 magasins en 1993 à 285 en 1997. L'enseigne Vik disparaît par la suite, les points de vente passant sous l'enseigne Gel 2000.
Toujours en difficulté, le groupe est vendu par la famille fondatrice au groupe anglais Postern en 1999, qui vend les 80 magasins les moins rentables mais ne peut empêcher le redressement judiciaire en avril 2000.
La banque américaine Merrill Lynch se retire ensuite de son capital ; l'enseigne est placée en liquidation judiciaire en juin 2000,alors que ses magasins ne sont quasiment plus approvisionnés. La dizaine de points de vente sont repris par le groupe Gimbert Surgelés peu de temps après,. Celle-ci transforme alors les magasins qu'elle possède, Frieco, en Gel 2000.